# 海鯊號無人艇
海鯊號無人艇，為雷虎科技研製之軍用級匿蹤無人水面載具，自殺式攻擊無人艇，其目標為強化臺灣在不對稱作戰方面的能力，專為中華民國海軍打造的無人船。

## 船體
海鯊號無人艇船體長8.1米，船寬2.1米，高1.9米，吃水0.5米，前方為多功能艙間，後方則有一個大平台。最高航速50節（每小時93公里），滿載排水量2.7噸，續航力達324海里（約600公里），船艏甲板處有一組影像鏡頭，船尾則有一組噴射推進泵。

## 性能
船上配有有匿蹤設計、雙模導控、群控協同及智慧辨識，內建先進的人工智慧目標辨識系統，能夠自動識別敵方艦艇、海面漂浮物或其他特定目標，是一款具備搭載炸藥及遠程導控能力的自殺式攻擊無人艇 ，設計採用低平船體設計，並具備低雷達反射截面特性，使其更適合執行高風險的自殺式攻擊任務。雙模導控部分，同時支援衛星信號與射頻雙模式遠程導控技術，有效確保在複雜的電磁環境下仍能維持穩定可靠的通訊，遙控距離可達數十至上百公里。群控協同方面則是搭載自主開發的群控模式，可實現多艘無人艇之間的協同作戰，靈活執行集群攻擊或分散式監控等多樣化任務。